# توا (البحيرات العظمى)

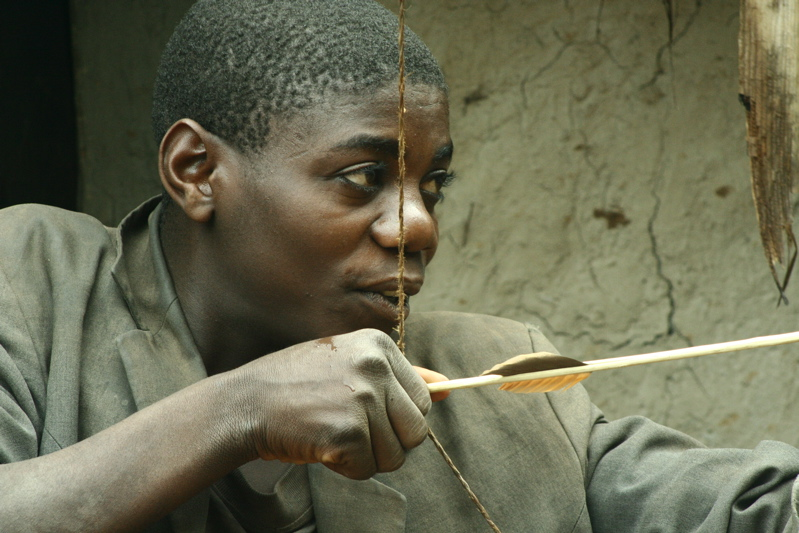

تعد منطقة بحيرات توا العظمى، والمعروفة أيضًا باسم باتوا أو أباتوا أو جي سيرا، من مجموعة بانتو العرقية التي تنتمي إلى منطقة البحيرات الكبرى الأفريقية على حدود وسط وشرق أفريقيا. كشعب قزم أصلي، يُفترض عمومًا أن سكان التوا هم أقدم السكان الباقين على قيد الحياة في منطقة البحيرات الكبرى. يوجد السكان الحاليون في ولايات رواندا وبوروندي وأوغندا والجزء الشرقي من جمهورية الكونغو الديمقراطية. في عام 2000 بلغ عددهم ما يقرب من 80،000 شخص، مما يجعلهم أقلية مهمة في هذه البلدان.
بصرف النظر عن الأدب الأنثروبولوجي، يشير مصطلح «توا» عمومًا إلى توا في منطقة البحيرات الكبرى. هناك عدد من مجموعات التوا الأخرى في غابة الكونغو، وكذلك سكان التوا الجنوبية الذين يعيشون في المستنقعات والصحاري حيث لم تكن هناك غابات على الإطلاق.